# Eddier Godínez
Eddier Godínez (* 24. Juni 1984) ist ein costa-ricanischer Straßenradrennfahrer.
Eddier Godínez wurde 2006 costa-ricanischer Vizemeister im Straßenrennen der U23-Klasse und er gewann die fünfte Etappe der Vuelta de Higuito. Im nächsten Jahr wurde er einmal Tageszweiter bei der Vuelta a Costa Rica. 2009 gewann er eine Etappe der Vuelta a la Independencia Nacional, einen Tagesabschnitt bei der Vuelta a San Carlos und das Mannschaftszeitfahren der Vuelta a Costa Rica.

## Erfolge
2009
- eine Etappe Vuelta a la Independencia Nacional
- Mannschaftszeitfahren Vuelta a Costa Rica

2010
- eine Etappe Vuelta a Costa Rica